# Société québécoise des infrastructures
La Société québécoise des infrastructures (SQI) est une société d'État québécoise, créée en 2013, qui a pour mandat de gérer, développer et planifier les infrastructures publiques au Québec. Elle est responsable de la gestion de plusieurs projets immobiliers et d'infrastructures majeurs, contribuant à l'érection d'hôpitaux, d'écoles, de palais de justice et d'autres bâtiments publics.

## Historique
La Société québécoise des infrastructures (SQI) a été créée le 13 novembre 2013 par la fusion de la Société immobilière du Québec (SIQ) et d’Infrastructure Québec. Avant sa création, la gestion des actifs immobiliers publics était fragmentée entre différentes entités. Cette fusion a permis de centraliser l'expertise et de rationaliser la gestion des projets d'infrastructure.
La Société immobilière du Québec était chargée de la gestion des biens immobiliers du gouvernement du Québec. Infrastructure Québec, quant à elle, avait pour mission d'assurer la réalisation de projets d'infrastructure d'envergure.
Lors des travaux parlementaires menant à la constitution de la SQI, le président du Conseil du trésor Stéphane Bédard affirme avoir constaté des dépassements de coûts de l'ordre de 80 % dans les grands projets d'infrastructure, dénotant « un problème tant au niveau de la planification qu'au niveau de l'évaluation de nos grands projets ».

## Mandat et missions
La mission principale de la SQI est de soutenir les ministères et organismes du gouvernement dans la gestion de leurs infrastructures publiques. Cela inclut la planification, la construction, l’entretien et la gestion des bâtiments publics.
Les principaux mandats de la SQI incluent :
- La planification et la construction de nouveaux bâtiments publics, incluant les hôpitaux, les écoles et les palais de justice.
- La gestion immobilière du parc immobilier gouvernemental, assurant l’entretien des bâtiments et la conformité aux normes environnementales. En 2024, la SQI gérait un parc immobilier de plus de 3,1 millions de mètres carrés[4].
- L’offre de services-conseils en matière de gestion de projets immobiliers aux ministères et organismes publics.
- La supervision de projets majeurs comme la construction de centres hospitaliers et universitaires.

## Organisation et structure
La SQI est un organisme public sous la supervision du ministre responsable des Infrastructures. Le président-directeur général est nommé par le gouvernement et est responsable de la gestion quotidienne de la société.
Le conseil d’administration de la SQI comprend des représentants de divers secteurs publics et privés, ainsi que des spécialistes en immobilier, en gestion de projets et en gestion d’infrastructures.

## Projets notables
- Centre hospitalier de l'Université de Montréal (CHUM)
- Place des Canotiers
- Nouveau complexe hospitalier sur le site de l'hôpital de l'Enfant-Jésus de Québec
- Requalification de l'ancien hôpital Royal Victoria[6]

## Controverses
En 2017, le Vérificateur général du Québec a publié un rapport critique du processus de vente d'immeubles. Bien qu'accablant principalement la défunte Société immobilière du Québec, il épingle aussi les lacunes ayant toujours cours à la SQI, accusant par exemple celle-ci d'avoir vendu des immeubles sans en avoir évalué la valeur marchande, ou encore en visant « uniquement une entrée de fonds à court terme afin de combler un déficit budgétaire, sans considération de son impact financier à long terme ».

## Défis

### État des actifs
En date d'octobre 2023, la SQI rapportait un déficit de maintien d'actifs de plus de 1,0 milliard de dollars pour les infrastructures sous sa gestion. En valeur, ce sont 50 % des palais de justice et 52 % des immeubles à bureaux qui étaient dans un état jugé mauvais ou très mauvais. La SQI n'avait pas atteint, en 2024, l'objectif qu'elle s'était fixé, soit 60 % d'infrastructures en état satisfaisant.

### Diversification des modes de réalisation
En novembre 2021, un rapport du Vérificateur général du Québec estimait que les modes de réalisation des projets (entreprise générale, partenariat public-privé, clé en main, etc.) étaient « encore assez peu diversifiés » et majoritairement traditionnels, et que leur diversification « constitue un défi pour la SQI ». La SQI poursuit à ce jour la diversification de ses modes de réalisation, se tournant davantage vers des modes dits collaboratifs.